# Cioroiu, Olt
Cioroiu este un sat în comuna Fălcoiu din județul Olt, Oltenia, România. În prezent locuitorii doresc reînființarea comunei.
În apropierea satului, s-a construit un baraj pe râul Olt și râul Olteț, pentru a impiedica inundațiile și pentru a folosi această resursă de apă la irigații.